# Андреа Чинчарини
Андреа Чинчарини (итал. Andrea Cinciarini; Католика, 21. јун 1986) је италијански кошаркаш. Игра на позицији плејмејкера.

## Биографија
Каријеру је почео у екипи Пезара за коју је дебитовао у сезони 2003/04. Ипак у овом тиму није добио шансу па је наредне три сезоне провео на позајмицама у екипама Виртус Пезара, Сенигалије и Пистоје. Од 2007. године је заиграо за екипу Монтегранара чији је био члан све до 2011. године, с тим што је сезону 2008/09. био позајмљен екипи Павије. У сезони 2011/12. је био играч Кантуа, да би од сезоне 2012/13. заиграо за екипу Ређане. Са овом екипом је провео наредне три сезоне и у сезони 2013/14. освојио ФИБА Еврочеленџ када је проглашен и најкориснијим играчем фајнал фора овог такмичења. У јулу 2015. године је потписао уговор са Олимпијом из Милана. У овом клубу је провео наредних шест сезона, од чега је у последњих пет година био капитен. Освојио је укупно девет трофеја, две титуле првака Италије, три Купа и четири Суперкупа Италије. У августу 2021. се вратио у Ређану, са којом је потписао трогодишњи уговор.
Са репрезентацијом Италије је наступао на четири Европска првенства – 2011, 2013, 2015. и 2017. године.

## Успеси

### Клупски
- Ређана:
  - ФИБА Еврочеленџ (1): 2013/14.
- Олимпија Милано:
  - Првенство Италије (2): 2015/16, 2017/18.
  - Куп Италије (3): 2016, 2017, 2021.
  - Суперкуп Италије (4): 2016, 2017, 2018, 2020.

### Појединачни
- Најкориснији играч фајнал фора ФИБА Еврочеленџа (1): 2013/14.